# Голохвастов, К. К.
Голохвастов К. К. — лубочный писатель кон. XIX ― нач. XX вв..

## Биография
Начал печататься в 1890 году. Выпустил более 50 книг разных жанров. Произведения Голохвастова по тематике, языку и повествовательной технике отличались от книг других писателей-лубочников. Пересказы «бродячих» сюжетов («Сказка о славном и сильно-могучем богатыре Еруслане Лазаревиче и о прекрасной супруге его Анастасии Вахрамеевне» ― 1904, «Гуак и царица Аварская» ― 1905) нетипичны для творчества Голохвастова. Он был основным автором исторических повестей и рассказов для петербургских лубочных издателей
(1890―1915). В этих произведениях писателя проводилась тема превосходства православия над другими религиями («Одомар, или Литовский волк» ― 1890, «Первые просветители Руси» ― 1893, «Чёрный монах. Повесть из жизни чернигорцев» ― 1894) и «квасного патриотизма» («Матрос 30-го Черноморского экипажа Пётр Кошка и другие доблестные защитники Севастополя» ― 1893, «Василий Гаврилович Марин и геройский подвиг, совершенный им 13-го марта 1853 года» ― 1895, «На смерть обречённые, или Геройский подвиг полковника П. М. Карягина и рядового Сидорова…» ― 1903). Голохвастов обращался также к юмористическому жанру, давая шаржированное изображение купеческого быта: «Путешествие на Луну купца Труболетова, или Сон в руку. Сочинение Жюля Неверного. С французско-нижегородского языка переводил К. К. Г-в» (1894), «Война купца Трифона Лукича Мухобоева с гейшами в Японии» (1903). В 1900-х гг. Голохвастов пишет в основном «уголовные» романы с героями городского фольклора, опираясь на успех книг М. Комарова, Н. И. Пастухова и Н. Н. Животова на подобные темы: «Ванька Каин, знаменитый московский сыщик (фискал)» (1900), «Приключения петербургского Макарки Душегуба» (1901), «Страшный злодей и разбойник Федот Чуркин» (1906), «Новый цыган Яшка. Роман из современной жизни» (1906).
Другие произведения: «Роковая ошибка» (1890); «Рыцари степей» (1892); «Тайна графа Колобрежского» (1892); «Али-паша Скутарийский» (1893);  «Шамиль» (1894); «История о том, как Хома Горобец купил сам у себя свою свиную тушу» (1895); «Комар. Маленький альманах», «Малюта Скуратов, или Злая Опричнина» (оба ― 1900); «Князь Япанча, лихой татарский наездник» (1905), «Сибирский замечательный и загадочный старец Федор Кузьмич…» (оба ― 1905); «Громобой, Новгородский витязь и двенадцать спящих дев» (1915).